# مرکبا
مرکبا (به عربی: مركبا) یک منطقهٔ مسکونی در لبنان است که در شهرستان مرجعیون واقع شده‌است.
 مرکبا   ۷۰۰ متر بالاتر از سطح دریا واقع شده‌است.